# 吉蘭·貝兒·瑟吉
吉蘭·貝兒·瑟吉（Kiran Bir Sethi，1966年4月8日—）是一位印度設計師、教育家、教育改革者、也是一位社會企業家。她是河濱學校 (亞美達巴德)以及全球孩童創意行動挑戰的創辦人。她也發起了每個孩子都是主人翁的社會運動。瑟吉來自於印度班加羅爾的設計師家庭。在從印度亞美達巴德的國立印度設計學院取得了視覺傳達設計的學位之後，她開始設計餐館，之後也嘗試在新聞界工作。因為她長期對設計思考以及設計經驗抱持著興趣，所以當她的子女上學之後，瑟吉才發現教育是值得她追尋的使命。受到印度一般學校裡頭不友善而嚴苛的氛圍，她決定在亞美達巴德設立河濱學校，之後更展開了「每個孩子都是主人翁」以及「全球孩童創意行動挑戰」兩計畫。

## 早年生涯
在班加羅爾出生與成長，瑟吉的父母對她的人生影響頗深。她的母親阿莎·貝兒(Asha Bir)是她最早的榜樣；她的父親，拉格貝兒·辛·貝兒(Raghbir Singh Bir)則啟發她童年時對設計的興趣。身為印度科技學院的畢業校友，拉格貝兒是一位著名的工業設計師，他設計了印度本土製造的第一個車床。瑟吉是家中排行最小的孩子，原本期望她能成為一位心臟外科醫師。但在一次到印度國立設計學院拜訪她在那就學的姐姐的之後，她的志向改變了。她愛上了那個地方，並決定在她高中畢業之前，就參與那所學校的入學考試。她的入學申請隨即被核准，瑟吉最終也獲得了視覺傳達設計的學位畢業。

## 專業領域

### 設計
瑟吉在大學畢業之後，想要參與設計顧客經驗的工作。於是她從餐館的設計著手，不同於過去僅止於在室內設計的裝潢與材料部份，瑟吉也對食物的呈現、娛樂、甚至是設計溝通對顧客的互動。

### 河濱學校(Riverside School)
瑟吉於2001年創建了位於印度亞美達巴德河濱學校。剛開始的起心動念是為了讓她親生的孩子得到更多元豐富的教育機會，河濱學校的教學方著重在應用常識(common sense)於生活之中。學生們會在真實的世界中應用他們在學校中的所學，透過各類實驗性的教育學的方法、行動研究以及文件記錄。學生們也在學校中理解社會與經濟的不均、工作於專業環境、培養與社區的良好關係、同時維持著高水準的學力測驗成績。河濱學校從2001年的27位學生、7位老師，已經逐漸成長到2013年的374位學生、56位老師。

### 每個孩子都是主人翁(aProCh)
在鼓勵河濱的學生們參與亞美達巴德的公民行動，瑟吉卻也發覺這座城市的公共空間的設計以及民眾態度上對民眾並不友善。許多民眾十分封閉，同時也對城市裡頭各式各樣多元社經地位的族群視而不見。因此瑟吉創立了每個孩子都是主人翁（aProCh，也就是「a Protagonist in every Child」的簡寫。aProCh下有多個不同的專案齊頭進行，目的在建立孩童在城市運作中的趣味性與重要性。結合亞美達巴德市政府、警察局、新聞媒體、企業以及設計院校的力量，aProCh企圖建構一個對孩童安全而豐富文化的城市環境。

### 全球孩童創意行動挑戰(Design for Change)
瑟吉在2009年發起了全球孩童創意行動挑戰。

## 獲獎或其他傑出表彰
瑟吉在2008年成為了愛創家益創者(Ashoka Fellow)。她所發起的全球計畫「全球孩童創意行動挑戰」在2011年9月贏得了世界設計大獎INDEX設計獎，並於丹麥哥本哈根領獎。2012年她得到了洛克斐勒基金會的青年創新獎。2013年，則獲得了Patricia Blunt Koldyke的社會創業類大獎。
瑟吉也曾受邀於多間高峰會或研討會演講，包涵諸如TED、多元智能研討會(the M.I. Symposium)、i4P Society、以及愛創家。

## 家庭狀況
瑟吉現在與她的丈夫（世界撞球冠軍吉特·瑟吉）還有兩個孩子（拉格 Raag 和爵士 Jazz）居住於亞美達巴德。